# Боркі (Вольштинський повіт)
Боркі (пол. Borki) — село в Польщі, у гміні Вольштин Вольштинського повіту Великопольського воєводства.
У 1975-1998 роках село належало до Зеленоґурського воєводства.